# Новак, Домен
Домен Новак (словен. Domen Novak; род. 12 июля 1995, Ново-Место,   Словения) — словенский профессиональный шоссейный велогонщик, выступающий за команду Bahrain Victorious.

## Карьера
В 2017 году дебютировал на Вуэльта Испании, заняв в генеральной классификации 105-е место.

## Достижения
2016
- 3-й  на GP Laguna
- 3-й  на Małopolski Wyścig Górski - ГК
- 6-й  на Туре Хорватии - ГК
  - 1-й  - в МК

2017
- 6-й  на Туре Японии - ГК
  - 1-й  - в МК

| ГК | Генеральная классификация |
| МК | Молодёжная классификация  |

## Статистика выступлений наГранд Турах
| Гранд Тур | 2017 |
| --------- | ---- |
| Джиро     | -    |
| Тур       | -    |
| Вуэльта   | 105  |